# Bildstöcke (Rennesberg)

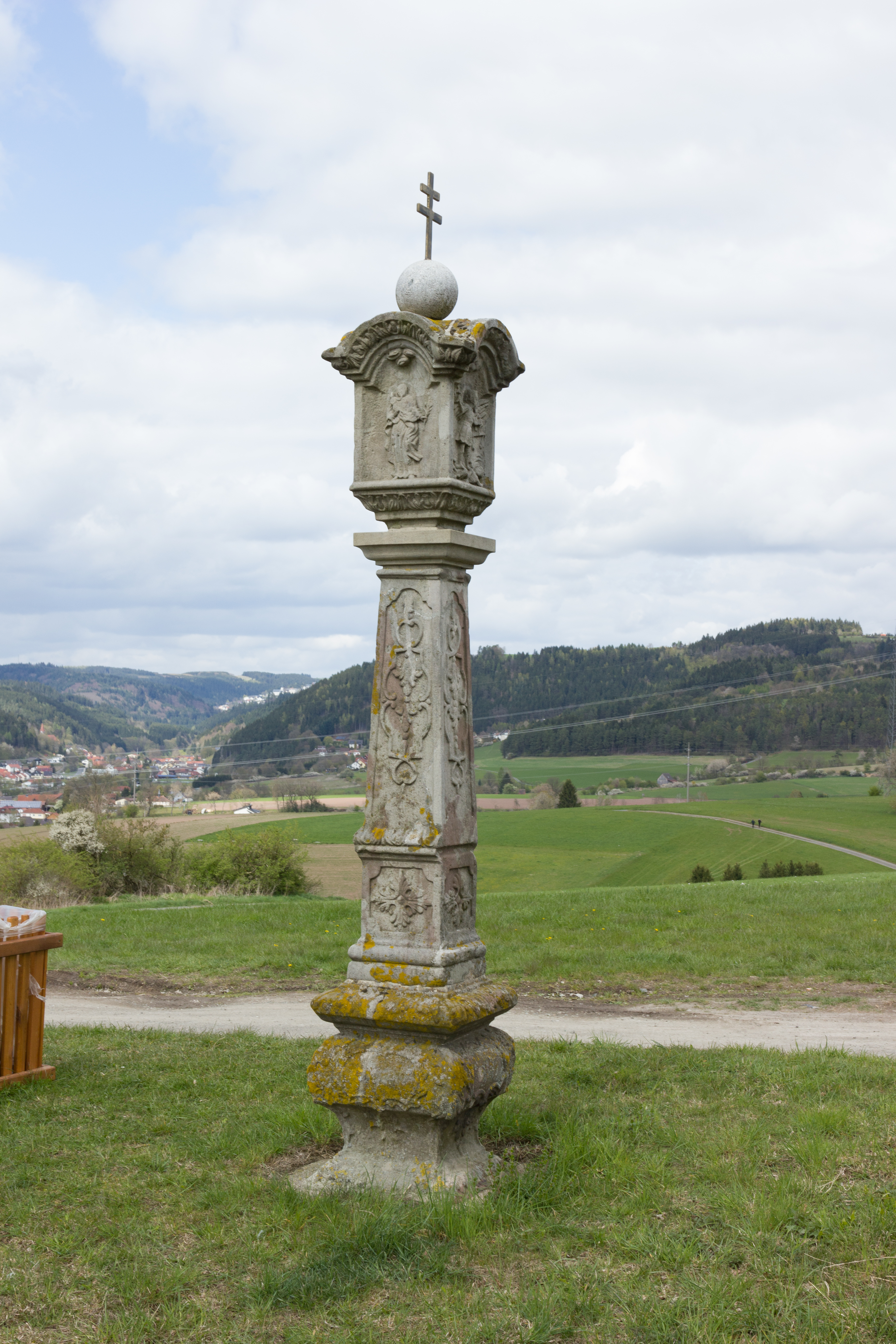
Der jüngere Bildstock

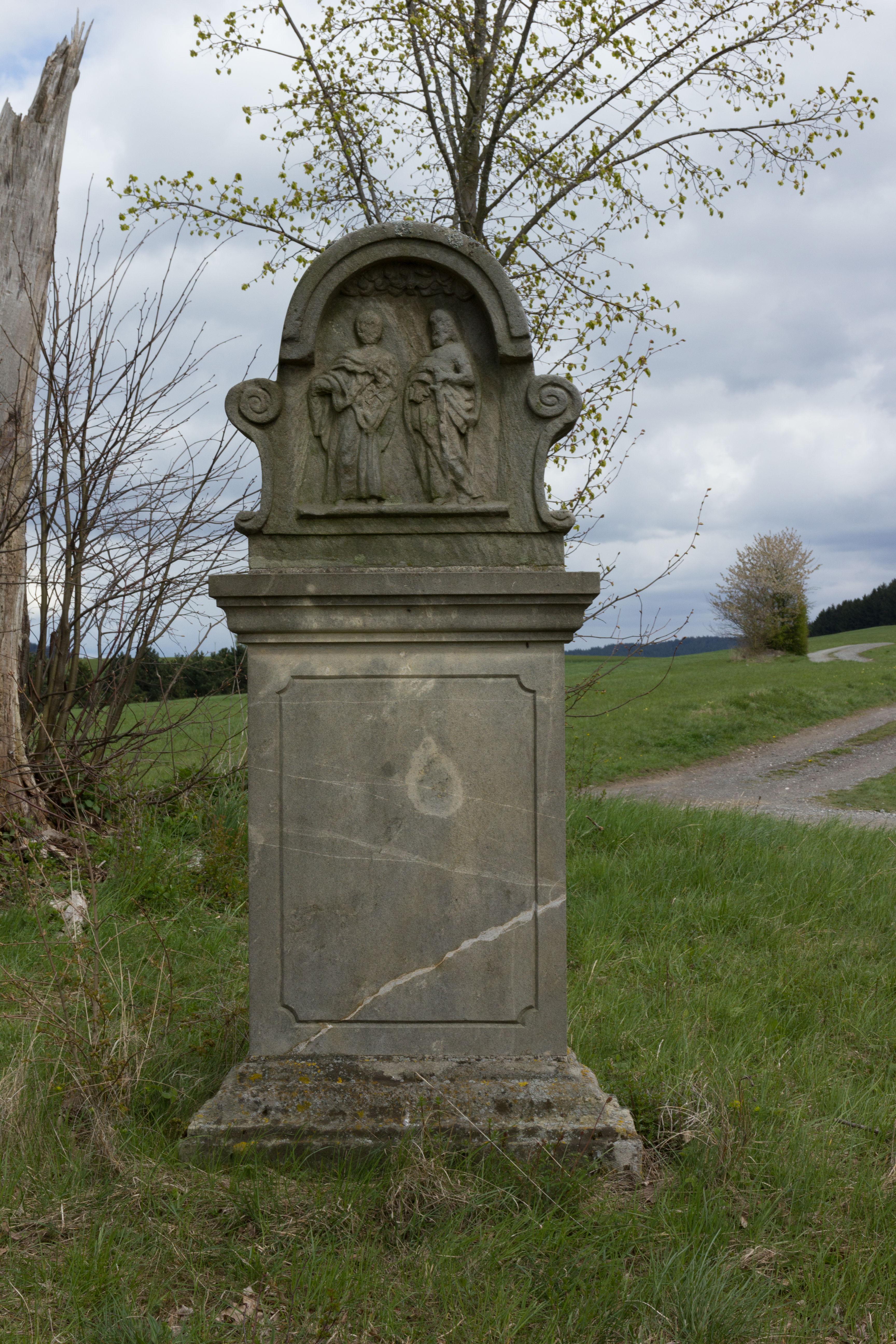
Die ältere der beiden Martern

Die beiden Bildstöcke bei Rennesberg sind unter Denkmalschutz stehende Flurdenkmale aus Sandstein in der oberfränkischen Stadt Kronach. Sie befinden sich nördlich des Weilers Rennesberg, am höchsten Punkt der Gemeindeverbindungsstraße zwischen Friesen und Unterrodach, bei der sogenannten Rennesberger Linde.
Der jüngere der beiden Bildstöcke stammt aus dem 18. Jahrhundert; er ruht auf einem konkav-konvex profilierten Sockel, an dessen Westseite sich die verwitterte Inschrift „… Fößel … 1780“ befindet. Über dem Sockel erhebt sich ein mit Bandelwerk verzierter, vierseitiger Pfeilerschaft, der von einem Fries in zwei ungleiche Hälften geteilt wird. Der Schaft trägt einen ebenfalls vierseitigen Aufsatz mit Heiligenreliefs, die durch Eckvorlagen voneinander getrennt sind. Die Basis und die eingezogenen Rundbögen, die den oberen Abschluss des Aufsatzes bilden, sind verziert, als Bekrönung trägt der Aufsatz eine Steinkugel und ein eisernes Doppelbalkenkreuz. Das Relief an der Westseite zeigt den Erzengel Michael, die Südseite den Heiligen Petrus; an der Nordseite ist der heilige Josef dargestellt und an der Ostseite die Glosberger Muttergottes. Eine Marienstatue in dem nordwestlich gelegenen Wallfahrtsort soll im Jahr 1727 mehrmals blutige Tränen geweint haben, weshalb dieses Motiv auf zahlreichen Bildstöcken im Frankenwald zu finden ist. Der Bildstock wurde vor 1974 bei einem Sturz beschädigt, was Renovierungsarbeiten erforderlich machte. Bei der anschließenden Neuerrichtung wurde der Aufsatz nicht wieder in der ursprünglichen Ausrichtung befestigt, sodass die Heiligenbilder nicht mehr in dieselben Himmelsrichtungen weisen wie zur Entstehungszeit des Bildstocks. Ende November 2022 wurde der Bildstock von Unbekannten stark beschädigt.
Die ältere der beiden Martern entstand im 17. oder 18. Jahrhundert. Ihr Aufsatz ist von Voluten flankiert. Unter dem überstehenden Rundbogen ist an seiner Vorderseite ein Relief mit den Heiligen Petrus und Paulus zu sehen, in einer Wolke über ihnen der Heilige Geist in Form einer Taube; die Rückseite ist leer. Das originale Mittelstück des Bildstocks, das sich zwischen dem Aufsatz und dem erhaltenen Sockelfuß befand, ist abgegangen, sodass der Aufsatz geraume Zeit lose auf dem Boden lag, bevor er zu einem unbestimmten Zeitpunkt nach 1936 direkt auf dem Sockel befestigt wurde. Im September 1977 wurde das Flurdenkmal mit einem vom Steinmetzbetrieb Ebert in Friesen neu angefertigten Schaft mit gesimstem Kapitell wieder zu einem vollständigen Bildstock ergänzt. Als Vorlage für die Arbeiten dienten eine stilistisch sehr ähnliche Marter bei Effelter und die Kreuzwegstationen am sogenannten Franziskanerweg, der westlich im Tal der Haßlach von Kronach nach Glosberg verläuft.
Im Januar 2007 wurde die Rennesberger Linde durch den Orkan Kyrill zerstört und der unter dem Baum stehende, restaurierte Bildstock dabei beschädigt. Er und die zweite Marter wurden von Steinrestaurator Wilhelm Keim jun. aus Roßlach renoviert und anschließend an ihrem alten Standort neu aufgestellt. Daneben wurde ein neuer Lindenbaum gepflanzt.